# Anepeira complicata
Anepeira
Genre
Espèce
Anepeira complicata, unique représentant du genre Anepeira, est une espèce fossile d'araignées aranéomorphes de la famille des Araneidae.

## Distribution
Cette espèce a été découverte dans de l'ambre de la mer Baltique. Elle date du Paléogène.

## Publication originale
- (en) Wunderlich, 2004 : Fossil taxa of the family Araneidae (Araneae) inclusively Nephilinae in Baltic and Dominican amber, with the description of a new extinct subfamily and notes on selected extant taxa. Beiträge zur Araneologie, vol. 3, p. 956–997.